# صورت نرمال
گزاره {\displaystyle A} را در صورت نرمال عطفی گوییم هرگاه به شکل 
{\displaystyle (A_{1,1}\lor ...\lor A_{1,i_{n}})\land ...\land (A_{n,1}\lor ...\lor A_{n,i_{n}})} باشد.
و {\displaystyle A} را در صورت نرمال فصلی گوییم هرگاه به شکل
{\displaystyle (A_{1,1}\land ...\land A_{1,i_{n}})\lor ...\lor (A_{n,1}\land ...\land A_{n,i_{n}})} باشد.

## قضیه
- هر گزاره با گزاره‌ای در صورت نرمال عطفی با همان اتم‌ها معادل است.
- هر گزاره با گزاره‌ای در صورت نرمال فصلی با همان اتم‌ها معادل است.

هر دو قضیه فوق با استقرا روی گزاره‌ها ثابت می‌شود.